# Le Jour de la fin des temps
Pour plus de détails, voir Fiche technique et Distribution.
Le Jour de la fin des temps (The Day Time Ended) est un film de science-fiction américain réalisé par John 'Bud' Cardos, sorti en 1979.

## Synopsis
Une famille américaine de classe moyenne reçoit la visite d'extra-terrestres dans leur maison dont l'énergie provient entièrement de panneaux solaires. Cette maison se retrouve, avec ses occupants, projetée dans un vortex temporel qui l'emmène jusqu'à l'époque préhistorique…

## Fiche technique
- Titre : Le Jour de la fin des temps
- Titre original : The Day Time Ended
- Réalisation : John 'Bud' Cardos
- Scénario : Wayne Schmidt, J. Larry Carroll, David Schmoeller, d'après une histoire de Steve Neill
- Production : Charles Band, Wayne Schmidt, Steve Neill, Paul Gentry
- Musique : Richard Band
- Photographie : John Arthur Morrill
- Montage : Ted Nicolaou
- Direction artistique : Rusty Lipscomb
- Pays d'origine :  États-Unis
- Langue : anglais
- Genre : science-fiction
- Durée : 79 minutes
- Dates de sortie :
  - France : novembre 1979 (Festival international du film fantastique et de science-fiction de Paris)
  - États-Unis : novembre 1980

## Distribution
- Jim Davis : Grant Williams / voix du narrateur
- Christopher Mitchum : Richard (crédité en tant que Chris Mitchum)
- Dorothy Malone : Ana Williams
- Marcy Lafferty : Beth
- Scott C. Kolden (en) : Steve (crédité en tant que Scott Kolden)
- Roberto Contreras : serveur à la station service (crédité en tant que Roberto Contréras)

## Distinctions

### Nominations
- Saturn Award 1980 : Meilleure actrice dans un second rôle (Marcy Lafferty)